# Руз
Руз (фр. Rouze) — коммуна во Франции, находится в регионе Юг — Пиренеи. Департамент коммуны — Арьеж. Входит в состав кантона Керигю. Округ коммуны — Фуа.
Код INSEE коммуны — 09252.

## Население
Население коммуны на 2008 год составляло 91 человек.
| 1962 | 1968 | 1975 | 1982 | 1990 | 1999 | 2008 |
| ---- | ---- | ---- | ---- | ---- | ---- | ---- |
| 67   | 106  | 93   | 80   | 79   | 88   | 91   |

## Экономика

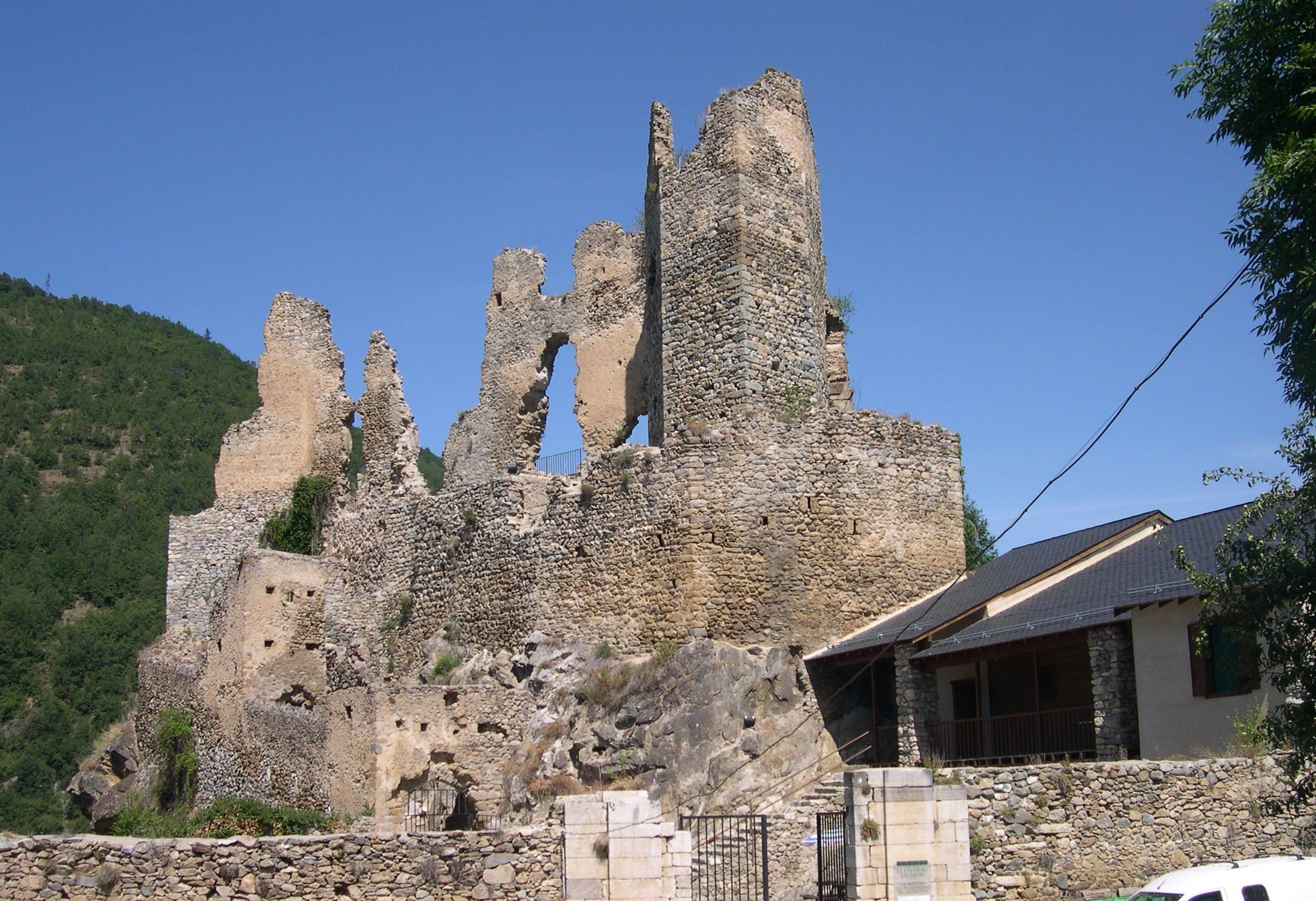
Замок д’Юссон

В 2007 году среди 56 человек в трудоспособном возрасте (15—64 лет) 36 были экономически активными, 20 — неактивными (показатель активности — 64,3 %, в 1999 году было 69,4 %). Из 36 активных работали 30 человек (17 мужчин и 13 женщин), безработных было 6 (4 мужчины и 2 женщины). Среди 20 неактивных 3 человека были учениками или студентами, 9 — пенсионерами, 8 были неактивными по другим причинам.

## Достопримечательности
- Замок д’Юссон